# フリードリヒ2世 (ブランデンブルク選帝侯)

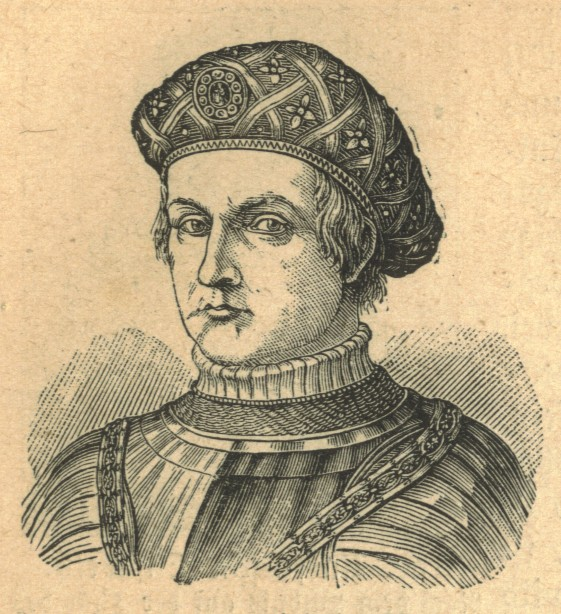
フリードリヒ2世

フリードリヒ2世（Friedrich II., 1413年11月19日 - 1471年2月10日）は、ブランデンブルク選帝侯（在位：1440年 - 1470年）。フリードリヒ1世と下バイエルン＝ランツフート公フリードリヒの娘エリーザベトの次男。ヨハン錬金術伯の弟、アルブレヒト・アヒレスの兄。自領の統治に専念し、ベルリンの抵抗を排除し手に入れたその強い意志から、鉄歯侯と呼ばれる。

## 生涯
1440年に父が死去した際、兄ヨハンが錬金術に熱中し政治的に無能であったため、次男であったが選帝侯位を継承した。1443年、ベルリンに新宮殿を建設したが、これに反対する住民の反乱を鎮圧、1451年にこの宮殿に入った。背景には、中央集権を進めるフリードリヒ2世と特権の剥奪を恐れた市民の対立もあったとされる。1470年に退位、弟のアルブレヒト・アヒレスに選帝侯位を譲り、1年後に死去した。
1421年、ポーランド王ヴワディスワフ2世の娘ヤドヴィガと婚約したが、1431年にヤドヴィガが死去したため話は立ち消えとなった。1441年、ザクセン選帝侯フリードリヒ1世の娘カタリーナと結婚した。2男2女が生まれたが、息子はいずれも成人に達せず早世したため、弟アルブレヒト・アヒレスが相続人となった。
- ドロテア（1446年 - 1519年） - 1464年にザクセン＝ラウエンブルク公ヨハン5世と結婚。
- マルガレーテ（1450年 - 1489年） - 1477年にポンメルン公ボギスラフ10世と結婚。
- ヨハン（1452年 - 1454年）
- エラスムス（1453年 - 1465年）